# ستيفان هورفات
ستيفان هورفات هو مصارع رياضي صربي (وحمل سابقاً جنسية يوغوسلافيا)، ولد في 7 أكتوبر 1932 في Svetozar Miletić (village) ‏ في صربيا، وتوفي في 28 مايو 2018.

## وصلات خارجية
- ستيفان هورفات على موقع قاعدة بيانات المصارعة الدولية (الإنجليزية)
- ستيفان هورفات على موقع أوليمبيديا (الإنجليزية)